# Nati nel 1949/Senza giorno specificato
| Questa pagina contiene informazioni ricavate automaticamente dalle voci biografiche con l'ausilio del template Bio e di un bot. L'aggiornamento è periodico e automatico e ricostruisce completamente la pagina. Se manca una persona in questa lista, sei pregato di non aggiungerla, ma accertati piuttosto che la sua voce biografica contenga il template Bio e che i dati anagrafici siano correttamente compilati. Se il template Bio manca, inseriscilo tu stesso o, in alternativa, metti l'avviso {{tmp\|Bio}} che ne segnala la mancanza. Se i dati riportati sono sbagliati, correggi direttamente la voce biografica; le modifiche saranno visibili in questa lista entro pochi giorni. Per chiarimenti vedi il progetto biografie. La lista contiene solo le 217 persone che sono citate nell'enciclopedia e per le quali è stato implementato correttamente il template Bio. Pagina aggiornata al 10 ago 2025. |

- Ahmed Abodehman, scrittore, giornalista e poeta saudita
- Marco Tulio Aguilera Garramuño, scrittore, critico letterario e giornalista colombiano
- Michel Amandry, numismatico francese
- Cecilia Ansaldo, saggista e critica letteraria ecuadoriana
- Lonnie Athens, criminologo statunitense
- Marco Bagnoli, artista, pittore e illustratore italiano
- Sidiki Bakaba, attore e regista ivoriano
- Hillel Bakis, scrittore e editore francese
- Hugh Banton, organista britannico
- Russell Barkley, psicologo statunitense
- Gregory K. Beale, biblista e teologo statunitense
- Peter Beckman, doppiatore statunitense
- Vieri Benci, matematico italiano
- Mary Bergin, musicista irlandese
- Pierre Bergounioux, scrittore francese
- Paul Berman, saggista statunitense
- Khalid Yahya Blankinship, storico e orientalista statunitense
- Jim Blinn, informatico statunitense
- Chaz Bojorquez, pittore e writer statunitense
- Stefano Bolognini, psicoanalista italiano
- Jacques Bonnet, scrittore francese
- Osmund Bopearachchi, storico e numismatico singalese
- Reinder J. Bouma, astronomo olandese
- Luigi Calcerano, scrittore e saggista italiano
- Ivo Ulisse Camerini, sindacalista e saggista italiano
- Federico Capasso, fisico italiano
- Uri Carsenty, astronomo israeliano
- Tony Cavanagh, calciatore nordirlandese († 2003)
- Iain Chambers, antropologo e sociologo britannico
- Chang Wanquan, generale cinese
- Martine Chevallier, attrice francese
- Gianna Chiesa Isnardi, filologa e scrittrice italiana († 2016)
- Claudio Cima, alpinista e scrittore italiano († 2005)
- Fabio Cirifino, artista, fotografo e direttore della fotografia italiano
- Jane Clifton, attrice, cantante e scrittrice australiana
- Lawrence Conrad, storico britannico
- Cooper Terry, chitarrista, armonicista e cantante statunitense († 1993)
- Paola Corazzi, attrice italiana
- Roberto Corbiletto, attore italiano († 1999)
- Kimberley Cornish, scrittrice australiana
- Marina Corona, poetessa italiana
- Ken Corrock, ex sciatore alpino statunitense
- Aureliana Croce, dirigente sportiva e ex calciatrice italiana
- Nagi Daifullah, sindacalista statunitense († 1973)
- Rolando Damiani, critico letterario, traduttore e italianista italiano
- Wendy Dascomb, modella statunitense
- Lindsey Davis, scrittrice inglese
- Germano De Biagi, politico e imprenditore sammarinese
- Ugo De Rossi, montatore italiano
- Giovanni De Sanctis, astronomo italiano
- François Demachy, profumiere francese
- Gregory Deyermenjian, esploratore e psicologo statunitense
- Dino Di Domenico, tenore italiano
- David DiFrancesco, informatico e fotografo statunitense
- Michel Djotodia, politico e militare centrafricano
- Antonio Donadio, poeta, pubblicista e critico letterario italiano
- Thuli Dumakude, attrice teatrale e cantante sudafricana
- Diamela Eltit, scrittrice cilena
- Víctor Escorial, ex cestista spagnolo
- Alberto Espasandín, allenatore di pallacanestro uruguaiano
- Ianto Evans, ecologo, architetto e inventore britannico
- Franco Fabbri, musicologo, cantante e chitarrista italiano
- Vincent M. Ferrara, mafioso statunitense
- Umberto Fiori, musicista, scrittore e poeta italiano
- Pia Fontana, scrittrice e drammaturga italiana († 2009)
- Gianni Grugef, fumettista italiano
- Christian Frémont, attore e artista francese
- Linda Fried, medica e epidemiologa statunitense
- Glen O. Gabbard, psichiatra e psicoanalista statunitense
- Michael Galasso, compositore, violinista e direttore d'orchestra statunitense († 2009)
- Anhua Gao, scrittrice cinese
- John Gian, poeta e artista italiano
- Michalīs Giannouzakos, ex cestista greco
- Daniela Giolito, ex sciatrice alpina italiana
- Ann Goldstein, traduttrice statunitense
- Giancarlo Gori, attore, regista e drammaturgo italiano
- Alan Grant, fumettista britannico († 2022)
- Markus Griesser, astronomo svizzero
- Matthew Guglielmetti, mafioso statunitense
- Luisella Guidetti, cantante e attrice italiana
- Dante Gurioli, ex cestista e allenatore di pallacanestro italiano
- Ulrich Hasenkamp, informatico tedesco
- John Henderson, storico inglese
- Marie-France Hirigoyen, psichiatra, psicoterapeuta e psicanalista francese
- Andrew Hodges, matematico britannico
- Ernst Horn, musicista e compositore tedesco
- Simon Hornblower, storico britannico
- Michael Houghton, virologo britannico
- Hu Wanlin, serial killer cinese
- Matt Hughes, scrittore canadese
- Helen LaKelly Hunt, attivista, filantropa e scrittrice statunitense
- Hwang Pyong-so, generale e politico nordcoreano
- Carlo Iacomucci, incisore e pittore italiano
- Ramón Infante, schermidore cubano († 1976)
- Franz Jakob, ex bobbista, ex lunghista e ex velocista austriaco
- Norma Jordan, attrice e cantante statunitense
- Yasumasa Kanada, matematico e informatico giapponese († 2020)
- Pat Kelly, cantante giamaicano († 2019)
- Jonathan Kent, regista teatrale e produttore teatrale inglese
- Duncan Kenworthy, produttore cinematografico e produttore televisivo inglese
- Jurō Kobayashi, astronomo giapponese
- Giovanna Koch, sceneggiatrice e conduttrice radiofonica italiana
- Erato Kozakou-Marcoullis, diplomatica e politica cipriota
- Nilima Arun Kshirsagar, farmacologa indiana
- Antonio Lanza, filologo e storico della letteratura italiano
- Patrick Lapeyre, scrittore francese
- Colin Larkin, scrittore e imprenditore britannico
- Stephen Lehew, attore e cantante statunitense
- Lalla Leone, cantante italiana
- Eve Libertine, cantante inglese
- Anatoly Libgober, matematico statunitense
- Benny Lindberg, ex sciatore alpino e sciatore di velocità svedese
- Daniele Maggioni, produttore cinematografico, sceneggiatore e regista italiano
- Ilan Manulis, astronomo israeliano
- Franco Marucci, critico letterario, traduttore e romanziere italiano
- James Maxlow, geologo australiano
- Iler Melioli, artista italiano
- Fernando Mencherini, compositore e musicista italiano († 1997)
- Claudio Mésoniat, giornalista svizzero
- Peter Ronald Messent, zoologo e saggista inglese
- Joshua Meyrowitz, sociologo statunitense
- Sadayuki Mikami, fotografo giapponese
- Mina Miller, pianista e scrittrice statunitense
- Marlui Miranda, cantante, musicista e etnografa brasiliana
- Claudine Monteil, scrittrice francese
- Philippe Mora, regista australiano
- Osamu Muramatsu, astronomo giapponese
- Alejandro Murguía, poeta, scrittore e attivista statunitense
- Barbara Murray, critica d'arte zimbabwese
- Zoltán Nagyházi, ex schermidore ungherese
- Philippe Nemo, filosofo francese
- Stan Nicholls, scrittore britannico
- Hideo Nishimura, astronomo giapponese
- Alcides Nogueira, sceneggiatore, autore televisivo e drammaturgo brasiliano
- Roger Norman, scrittore inglese
- Clod, fumettista italiano
- Takao Orii, dirigente sportivo e ex calciatore giapponese
- Gary Osborne, paroliere e musicista britannico
- Christian Oster, scrittore francese
- Pak Kwang-ho, politico nordcoreano
- Paquita Paquin, attrice, scrittrice e giornalista francese
- Marilena Pasquali, storica dell'arte e critica d'arte italiana
- Pat Patfoort, antropologa e biologa belga
- Cheryl Patton, modella statunitense
- Jürgen Paul, orientalista tedesco
- Giaime Pintor, giornalista, critico musicale e scrittore italiano († 1997)
- Francesco Poli, storico dell'arte italiano
- Donald P. Pray, astronomo statunitense
- Jeffrey Price, sceneggiatore statunitense
- Kamala Pujari, attivista indiana († 2024)
- Giacomo Quattromini, attore cinematografico e attore teatrale italiano († 2019)
- Giulio Raio, filosofo italiano
- Raymond Rajaonarivelo, regista malgascio
- Carlo Rampazzi, architetto, designer e artista svizzero
- Ariel Rathaus, critico letterario, traduttore e docente israeliano
- Emilio Rentocchini, poeta e scrittore italiano
- Ricciarda Ricorda, critica letteraria italiana
- Scarlet Rivera, violinista e compositrice statunitense
- Giovanni Romeo, storico italiano
- Graziella Romeo, annunciatrice televisiva e conduttrice televisiva italiana
- Roberto Rosso, ex terrorista italiano
- Gayle Rubin, antropologa statunitense
- Paolo Ruffilli, scrittore, poeta e traduttore italiano
- Paride Rugafiori, storico italiano
- Ravi Ruia, imprenditore e ingegnere indiano
- Nicky Ryan, manager irlandese
- Gianfranco Salis, fotografo italiano
- Virginia Sandifur, attrice statunitense
- Parinoush Saniee, scrittrice iraniana
- Pierre Sané, senegalese
- Michka Saäl, regista e sceneggiatrice francese († 2017)
- Laurie Lea Schaefer, modella e conduttrice televisiva statunitense
- Hedi Schillig, ex sciatrice alpina svizzera
- Dom Serafini, giornalista e editore italiano
- Laura Serra, traduttrice italiana
- Salvatore Serra, mafioso italiano († 1981)
- Frediano Sessi, scrittore, traduttore e storico italiano
- Greg Shaw, critico musicale statunitense († 2004)
- Robert Sheaffer, giornalista e saggista statunitense
- Larry Smith, direttore della fotografia britannico
- Marc Smith, poeta statunitense
- Martin Smith, designer britannico
- John Smolens, scrittore statunitense
- Tom Snyder, animatore, sceneggiatore e produttore televisivo statunitense
- Mohammed Soudani, direttore della fotografia, regista cinematografico e sceneggiatore algerino
- Nevio Spadoni, poeta, drammaturgo e letterato italiano
- Isabelle Stengers, chimica belga
- Batista Tagme Na Waie, politico e generale guineense († 2009)
- Yōji Takikawa, docente giapponese
- Muhai Tang, direttore d'orchestra cinese
- Lucia Tavares Petterle, modella brasiliana
- Marcello Teodonio, critico letterario italiano
- Lasse Thue, ex sciatore alpino norvegese
- Yolanda Toussieng, truccatrice statunitense
- Felix Tretter, psicologo e psichiatra austriaco
- Giovanni Unterberger, chitarrista e compositore italiano
- Patrizia Valturri, attrice italiana
- Glen Velez, batterista e percussionista statunitense
- Antonio Veneziani, poeta, scrittore e curatore editoriale italiano
- Christopher Vogler, sceneggiatore statunitense
- John Wagner, fumettista britannico
- Pamela Wallace, scrittrice e sceneggiatrice statunitense
- Charles A. Wanamaker, biblista statunitense
- Pema Choden Wangchuck, principessa bhutanese
- Barry Whitbread, allenatore di calcio e ex calciatore inglese
- Patrick Wiggins, astronomo statunitense
- Lorraine Dille Williams, editrice statunitense
- Robert Woonton, politico, diplomatico e medico cookese
- Zhu Xiao-Mei, pianista cinese
- Xie Zhenhua, politico e diplomatico cinese
- Francesco Zambon, filologo italiano
- Saber Abdel Aziz al-Douri, generale e politico iracheno
- Suleiman Mahmud al-Obeidi, generale libico († 2020)
- Hervé de Luze, montatore francese
- Jean de Segonzac, sceneggiatore, regista e direttore della fotografia statunitense
- Barbara den Uyl, regista olandese
- Irina Ščerbakova, storica e scrittrice russa